# Monaco a 2022. évi téli olimpiai játékokon
Monaco a kínai Pekingben megrendezett 2022. évi téli olimpiai játékok egyik részt vevő nemzete volt. Az országot az olimpián 2 sportágban 3 sportoló képviselte, akik érmet nem szereztek.

## Alpesisí
Férfi
| Versenyző          | Versenyszám            | Idő     | Helyezés |
| ------------------ | ---------------------- | ------- | -------- |
| Arnaud Alessandria | Lesiklás               | 1:46,25 | 29.      |
| Arnaud Alessandria | Szuperóriás-műlesiklás | 1:24,68 | 31.      |

| Versenyző          | Versenyszám | Lesiklás | Lesiklás | Műlesiklás | Műlesiklás | Összesítés | Összesítés |
| Versenyző          | Versenyszám | Idő      | Hely.    | Idő        | Hely.      | Idő        | Helyezés   |
| ------------------ | ----------- | -------- | -------- | ---------- | ---------- | ---------- | ---------- |
| Arnaud Alessandria | Összetett   | 1:45,79  | 15.      | 58,41      | 16.        | 2:44,20    | 13.        |

## Bob
Férfi
| Versenyző                | Versenyszám | 1. futam | 1. futam | 2. futam | 2. futam | 3. futam | 3. futam | 4. futam | 4. futam | Összesítés | Összesítés |
| Versenyző                | Versenyszám | Idő      | Hely.    | Idő      | Hely.    | Idő      | Hely.    | Idő      | Hely.    | Idő        | Helyezés   |
| ------------------------ | ----------- | -------- | -------- | -------- | -------- | -------- | -------- | -------- | -------- | ---------- | ---------- |
| Rudy Rinaldi* Boris Vain | Kettes      | 59,62    | 9.       | 59,90    | 3.       | 59,57    | 4.       | 1:00,05  | 10.      | 3:59,14    | 6.         |

* – a bob vezetője